# ثقافة نيكاراغوا

الشعوب الأصلية والخصوبة هو اسم الزي الوطني الخيالي الذي فاز في مسابقة ملكة جمال (2013) والذي ارتدته ناستاسيا بوليفار.

تعكس ثقافة نيكاراغوا المزيج السائد من التراث الثقافي الذي نشأ من خصوصيات القبائل المحلية والسكان الأصليين والأفارقة من (الكاريبي) وقوة الثقافات البريطانية والإسبان خلال الإستعمار، حيث تعد نيكاراغوا بلدا متعدد الأعراق والثقافات.

## الثقافة واللغة

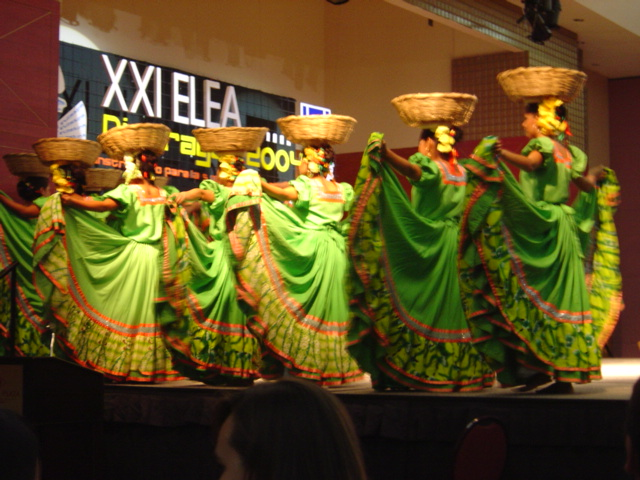
حفل افتتاح في نيكاراغوا عام 2004.

تنحذر جدور الموسيقى والأيقونات الدينية في الثقافة الأيبيرية والأصوات والنكهات الأمريكية الهندية.
تم استعمار غرب نيكاراغوا من قبل إسبانيا لذلك فهي تتوفر على ثقافة مماثلة لغيرها من البلدان الأمريكية الناطقة بالإسبانية. من ناحية أخرى، كان النصف الشرقي من البلاد محمية بريطانية، لذلك يتم التحدث باللغة الإنجليزية محليًا إلى جانب اللغات الإسبانية والأصلية. كما تشبه ثقافتها ثقافة المستعمرات البريطانية السابقة والحالية في منطقة البحر الكاريبي، مثل جامايكا وبليز وجزر كايمان، إلخ.
أثرت الهجرة الأخيرة للمتحدثين باللغة الإسبانية إلى حد كبير على الأجيال الشابة، حيث تزايد عدد الأشخاص الذين يتحدثون باللغتين في المنزل أو يتحدثون الإسبانية فقط. كما يوجد عدد كبير نسبيًا من السكان من أصل أفريقي مختلط، بالإضافة إلى عدد أقل من السكان في غاريفونيون.
ساعد التأثير الأفريقي على الساحل الشرقي في انبثاق نوع آخر من الموسيقى. تمثلت في موسيقى الرقص الشعبية المميزة بإيقاعاتها المكثفة والمسماة «موسيقى بالو دي مايو»، أو مايبول والتي يتم الاحتفال بها خلال مهرجان مايبول في شهر مايو، وهو الاحتفال المشتق من الاحتفالات البريطانية إبان الاستعمار المعروف باسم يوم مايو، كما حوله مواطنوا نيكاراغوا الأفارقة على ساحل البحر الكاريبي أو ساحل البعوض.
من بين الثقافات العديدة التي كانت موجودة قبل الاستعمار الأوروبي، الشعوب الناطقة باللغة الناواتلية والتي تم دمجها في غرب البلاد في الثقافة السائدة. في المقابل، حافظت عدة مجموعات من السكان الأصليين في الشرق على هويتها المميزة، حيث لا يزال الناس في مسكيتو وسومو وغاريفونيون وراما يستخدمون لغتهم الأصلية بالإضافة إلى الإسبانية والإنجليزية.

## اللغات
| اللغة              | المتحدث   |
| ------------------ | --------- |
| العربية            | 400       |
| الصينية            | 7,000     |
| الإنجليزية         | 20,334    |
| غاريفونا           | 1,500     |
| ميسكيتو            | 154,400   |
| لغة الإشارة        | 3,000     |
| الإسبانية          | 4,347,000 |
| السومو             | 6,700     |
| الراما             | 24        |
| الكريول الإنجليزية | 30,000    |

90٪ من سكان نيكاراغوا يتحدثون اللغة الإسبانية أو نيكاراغوا الأسبانية. في المقابل يتحدث العديد من أفرقة نيكاراغوا والكريول المقيمين على ساحل البحر الكاريبي اللغة الإنجليزية والكريولية الإنجليزية كلغة أولية. كما يتحدث العديد من الشعوب الأصلية على ساحل البحر الكاريبي لغتهم الأم أبرزهم لغات الميسكيتو والسومو والراما والغاريفونا.
بالإضافة إلى ذلك، احتفظت العديد من المجموعات العرقية في نيكاراغوا، مثل النيكاراغويين ذوي الأصول الصينية أو الفلسطينية بلغاتهم الأصلية بينما يتحدثون الإسبانية أو الإنجليزية أو هما معا. وتشمل لغات الأقليات الصينية والعربية والألمانية والإيطالية وغيرها. كان لنيكاراغوا 3 لغات منقرضة واحدة منها لم تصنف أبداً. وتمثل لغة الإشارة في نيكاراغوا أهمية خاصة لدى علماء اللسانيات.
يتحدث الإسبانية في أمريكا الوسطى من قبل حوالي ٪90 من سكان البلاد. تعد نيكاراغوا وكوستاريكا من أوائل الدول التي تهيمن وتتبنى لهجة الفوسيو رسميًا في الكلام والمنشورات، كما لوحظ استخدامها كذلك في الأرجنتين وأوروغواي وباراغواي وساحل كولومبيا.
على ساحل البحر الكاريبي، يتحدث العديد من أفارقة نيكاراغوا والكريول اللغة الإنجليزية واللغة الكريولية كلغة أولية ثم الإسبانية كلغة ثانية. فيما تتأثر لغات مناطق شمال وجنوب المحيط الأطلسي باللغات الإنجليزية والهولندية والبرتغالية والإسبانية والفرنسية.
يتحدث العديد من السكان الأصليين على ساحل البحر الكاريبي لغاتهم الأم مثل لغة الميسكيتو والسومو والراما والغاريفونا. بالإضافة إلى ذلك، حافظت العديد من المجموعات العرقية في نيكاراغوا على لغات أجدادهم بالإضافة إلى الإسبانية أو الإنجليزية وتشمل لغات الأجداد الصينية والعربية والألمانية والهاوائية والإيطالية.
يتم تدريس اللغة الإسبانية كلغة رئيسية، فيما يتم تدريس اللغة الإنجليزية للطلاب خلال سنوات الدراسة الثانوية حيث تميل إلى أن تكون اللغة الوطنية الثانية. يمكن العثور على لغات أخرى، ولا سيما اللغات الرومنسية التي يمكن العثور عليها بشكل متقطع.

## الطبخ

### المنطقة الوسطى
تعد الأطباق النموذجية الأكثر شهرة في المنطقة الوسطى من نيكاراغوا هي: غالو بينتو، حساء الانديو فييخو، الفاهو (اللحوم على البخار)، فيغورون، حساء الموندونغو. فيما تعد أبرز الحلويات الخاصة بهم هي: خبز تُرتية الذرة، بيريريك، فطائر الذرة، التامال الحلو، مربى الحليب، الكيزيلو. أما المشروبات الشهيرة فهي: بينول، سيميلا دي جيكارو، مشروب البوزول، شراب الشعير، مشروب تشيتشا والكاكاو.

### منطقة ساحل البحر الكاريبي
في منطقة ساحل البحر الكاريبي من المعتاد تذوق العديد من الأطعمة من منطقة المحيط الهادئ؛ ومع ذلك، يتم الحفاظ على الأطعمة الأصلية: مثل روندون (الأسماك والسلاحف ولحوم البقر)، غالو بينتو بجوز الهند وكذلك حساء المأكولات البحرية (الأسماك، الروبيان، البطلينوس، الحلزون وسرطان البحر). ومن بين المشروبات التقليدية: القهوة وجعة الزنجبيل وكركديه وعصير المانجو.

## الموسقى

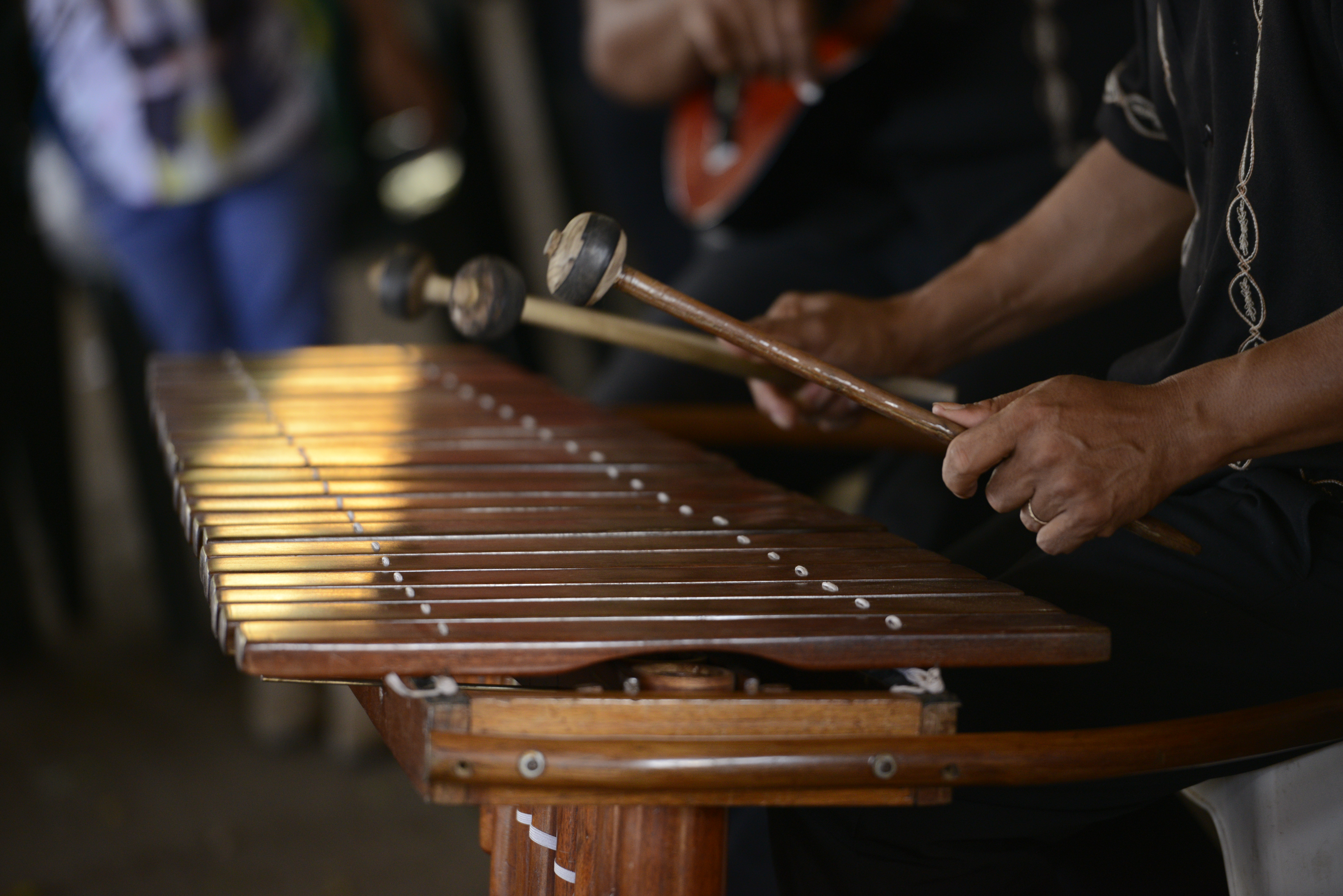
رقص على آلة الماريمبا.

تعتبر موسيقى نيكاراغوا الحديثة مزيجا من التأثيرات الأصلية والأوروبية خاصة الإسبانية. تشمل الآلات الموسيقية الماريمبا وغيرها من الآلات الشائعة في جميع أنحاء أمريكا الوسطى.
تلعب ألة ماريمبا في فن نيكاراغوا دورًا فريدًا، إذ تلعب على يد فنان جالس يمسك الآلة على ركبتيه. وعادة ما يكون مصحوبا بكمان باس وقيثارة وقيثارة صغيرة مثل المندولين. يتم تشغيل هذه الموسيقى في الوظائف الاجتماعية كنوع من موسيقى الخلفية. وتتكون الماريمبا من ألواح صلبة موضوعة على أنابيب من الخيزران أو معدنية بأطوال مختلفة. تؤدى مع قبل اثنين أو أربعة مطارق صغيرة.
يشتهر ساحل البحر الكاريبي في نيكاراغوا بنمط حيوي من الموسيقى الراقصة الخصبة التي يتم الاحتفال بها خلال مهرجان بالو دي مايو المقام في شهر ماي من كل عام. ويعد مجتمع غاريفونيون المتواجد في نيكاراغوا من الشعوب المعروفة بموسيقاها الشعبية المسماة بونتا. بالإضافة إلى موسيقى سوكا وريغيه تون وريغي الشائعة في جميع أنحاء البلاد.

## الدين
يعتبر الدين جزءا مهما من ثقافة نيكاراغوا، حيث تم تعزيز التسامح والحرية الدينية وكفالتها منذ عام 1939، من قبل الحكومة أو الدستور. من المتوقع أن يضفي الأساقفة سلطتهم على مناسبات الدولة الهامة وتتبع بياناتهم عن القضايا الوطنية. وقد يُطلب منهم أيضًا التوسط بين الطرفين المتنافسين في أوقات الأزمات السياسية.
على الرغم من أن نيكاراغوا لا تتوفر على دين رسمي إلا أن الرومانية الكاثوليكية تعد الأبرز بالرغم من تراجع ممارستها لصالح توسع الجماعات البروتستانتية الإنجيلية منذ التسعينيات. في المقابل حضور قوي لديانات أخرى مثل الأنجليكية والمورافية على ساحل البحر الكاريبي.
حلت الديانة الكاثوليكية الرومانية إلى نيكاراغوا في القرن السادس عشر إبان الفتح الإسباني وبقيت راسخة في البلد حتى عام 1939. قبل أن تحل البروتستانتية والطوائف المسيحية الأخرى إلى البلد خلال القرن التاسع عشر، وبقيت ديانات ضعيفة حتى القرن العشرين حيث بدأت الطوائف البروتستانتية أتباعًا كبيرًا في الساحل الكاريبي للبلاد. يدور الدين الشعبي حول القديسين الذين يُنظر إليهم على أنهم وسطاء بين البشر والله.
يكرم معظم السكان المحليين من العاصمة ماناغوا إلى المجتمعات الريفية الصغيرة القديسين المختارين في التقويم الكاثوليكي الروماني بمهرجانات سنوية. في العديد من المجتمعات، نشأت تقاليد غنية حول احتفالات القديسين مثل القديس دومينيك في ماناغوا، الذي تم تكريمه في أغسطس بمواكب مليئة بالألوان المستمرة طوال اليوم في المدينة. وأهم ما يميز التقويم الديني للشعب في نيكاراغوا ليس عيد الميلاد أو عيد الفصح، ولكن لا بوريسيما وهو أسبوع من الاحتفالات في أوائل ديسمبر مخصصة لعقيدة الحبل بلا دنس حيث تم بناء مذابح تفصيلية لمريم العذراء في المنازل وأماكن العمل.

## التعليم
يعد التعليم مجانيا لجميع مواطني نيكاراغوا. ابتداء من التعليم الابتدائي الي يعد مجانيا وإلزاميا، إلا أن العديد من الأطفال في المناطق الريفية غير قادرين على الحضور بسبب نقص المدارس وغيرها من الأسباب. تحصل المجتمعات الموجودة على ساحل البحر الكاريبي على التعليم بلغتهم الأم.
وفقًا للقانون، يتمتع نظام التعليم العالي في نيكاراغوا بالاستقلال المالي والعضوي والإداري وحرية المواضيع. توجد غالبية مؤسسات التعليم العالي في ماناغوا، ويتكون التعليم العالي في نيكاراغوا من 48 جامعة و 113 كلية ومعهدًا فنيًا يخدم الطلاب في مجالات الالكترونيات وأنظمة الكمبيوتر وعلوم الحاسوب والحراجة الزراعية والبناء والخدمات المرتبطة بالتجارة.
يشتمل النظام التعليمي على جامعة أمريكية واحدة معتمدة باللغة الإنجليزية و 3 برامج جامعية ثنائية اللغة و 5 مدارس ثانوية ثنائية اللغة وعشرات من معاهد اللغة الإنجليزية. في عام 2005، حصل حوالي 400,000 (٪7) من سكان نيكاراغوا على شهادة جامعية. يتم استثمار ٪18 من إجمالي ميزانية نيكاراغوا في التعليم الابتدائي والثانوي والعالي. فيما تمثل المؤسسات على مستوى الجامعة ٪6 من ٪18.
في عام 1979، وإبان وصول حزب الجبهة الساندينية للتحرير الوطني إلى السلطة ورثوا نظامًا تعليميًا كان أحد أفقر الفئات في أمريكا اللاتينية. في ظل حكم سوموزا، أدى الإنفاق المحدود على التعليم والفقر المتقع، الذي أجبر العديد من المراهقين على الخروج إلى سوق الشغل إلى تضييق فرص التعليم المتاحة لمواطني الدولة. في عام 1980، نظمت حملة لمحو الأمية باستخدام طلاب المدارس الثانوية والجامعات بالإضافة إلى المعلمين كمدرسين متطوعين، مما أدى إلى انخفاض في معدل الأمية العام من ٪50.3 إلى ٪12.9 في غضون خمسة أشهر فقط. تضمنت البرامج الرئيسية الواسعة النطاق للحزب حملة وطنية ضخمة لمحو الأمية وبرنامجا اجتماعيا حصل على اعتراف دولي بمكاسبهم في مجال محو الأمية والرعاية الصحية والتعليم ورعاية الأطفال والنقابات والإصلاح الزراعي.
في سبتمبر 1980، منحت اليونسكو نيكاراغوا جائزة «ناديجدا كروبسكايا» عن حملتها الناجحة لمحو الأمية. وأعقب ذلك جوائز أخرى عن حملات محو الأمية تمت في الأعوام 1982 و1986 و1987 و1995 و2000 قدمت جلها من قبل المنظمة.

## الأدب
تعود جذور الأدب في نيكاراغوا إلى عصر ما قبل كولومبوس من خلال الأساطير والأدب الشفوي الذي شكل النظرة الكونية للعالم لدى الشعوب الأصلية. لا تزال بعض هذه القصص معروفة في نيكاراغوا. مثل العديد من دول أمريكا اللاتينية، حيث كان للغزاة الإسبان النصيب الأكبر من التأثير على كل من الثقافة والأدب.
لطالما كان الأدب النيكاراغوي مصدرًا مهمًا للشعر في العالم الناطق بالإسبانية، مع مساهمين عالميين مثل روبين دارييو الذي يُعتبر الشخصية الأدبية الأكثر أهمية في نيكاراغوا والمشار إليها باسم «أب الحداثة» لقيادته الحركة الأدبية في نهاية القرن التاسع عشر.
ومن بين الشخصيات الأدبية الأخرى إيرنيستو كاردينال، جيكوندا بيلي، كلاريبل أليغريا، خوسيه كورونيل أورتيكو، كارلوس مارتينيز ريفاس، بابلو أنطونيو كوادرا، سيرجيو راميريز.

## الأساطير
تتشابه أساطير نيكاراغوا الشعبية مع تلك الموجودة في بلدان أمريكا اللاتينية الأخرى. من أبرزها:
- الكاديخو وهو شخصية خارقة للطبيعة من فولكلور أمريكا الوسطى. حيث يوجد كاديخو أبيض جيد وأخر أسود شرير. كلاهما أرواح تظهر في الليل للمسافرين. حيث يعتبر الكاديخو الأبيض الروح الطيبة التي تحميهم من الأذى أثناء رحلتهم في مقابل الروح الشريرة المتمثلة في الكاديخو الأسود الذي يحاول قتلهم. يظهر الكاديخو عادة وفقا للأساطير الشعبية في شكل كلب أشعث كبير الحجم بحجم بقرة ذو عيون حمراء محترقة وحوافر الماعز على الرغم من أنها تتميز في بعض المناطق بخصائص تشبه الثيران. وفقًا للقصص، فإن أولئك الذين حاولوا قتل الكاديجو الأسود قد فشلوا وهلكوا.
- لاسيغا - تسمى سيهوانابا تعتبر لاسيغا في الثرات الشعبي ساحرة شريرة لها عدة أوجه وتتخذ من الغابة مسكنا لها. فأحيانا تظهر في ثوب أبيض من ورق الذرة مع حجاب يغطي وجهها. كما يقال أن لها شعر أسود طويل يغطي وجهها وأنها ترتدي ثوبًا من أوراق الشجر وأن صوتها خشن ومجروف بأوراق نباتية تغطي أسنانها. يقول آخرون إن وجهها شبحي وعيناها تثبتان روح ضحيته فيما يقول اخرون أن لها وجه حصان. لدى سكان نيكاراغوا قناعة أنها تمشي عارية في الغابة والطرق الثانوية، في انتظار ضحيتها التالية حيث ينجذب الرجال لقوامها الممشوق. فيما يعد كلامها ساحرا لدرجة تجعل الرجال يجنون على الفور إلى الأبد. تتمتع لاسيغا بقدرات خارقة حيث تتمكن من السير عبر الأجسام الصلبة والانجذاب فوق الأرض والطيران لسرعات قصوى مما يساعدها على تعقب وإغراء الرجال في فخها. يعتبر رمي بذور الخردل أمامها الحل الوحيد للفرار منها. حيث أنها تتوقف لمحاولة التقاط البذور السحرية.[15]
- لا يورونا وتسمى أحيانًا «المرأة ذات اللون الأبيض» أو «امرأة البكاء» هي شبح امرأة تبكي من أجل أطفالها القتلى.
- لا نوفيا دي تولا («عروس تولا») هي أسطورة ملفقة لفتاة قيل أنها جنت بعد أن تركها خطيبها أمام مذبح الكنيسة. في الاستخدام الشائع، يعتبر القول بأن شخصًا ما «ترك كعروس تولا» هو تعبير فريد لسكان نيكاراغوا. أقامت مدينة تولا التابعة لمقاطعة ريفاس في نيكاراغوا تمثالًا في ميدان المدينة لتكريم العروس الأسطورية.[16]
- لكاريتا ناغا هي حكاية شعبية قديمة في نيكاراغوا عن عربة مسكونة يقودها الموت ويجرها اثنان من الثيران الضخمة. والتي من المفترض أن يسمع صاها في الليل بسبب صوت السلاسل التي يتم جرها على طول الشوارع. يقال أن من تتوقف العربة في منزله من المؤكد أنه سيلقى حتفه. يعتقد أن الحكاية القديمة قد تم إنشاؤها بواسطة السكان الأصليين في نيكاراغوا، الذين تم اختطافهم من قبل الإسبان، وتقييدهم بالسلاسل على العربات التي تقودها الثيران ونقلهم للعمل في المناجم. هناك حيث يموتون ثم يتم نقل جثثهم على نفس العربات للتخلص منها. أصبحت هذه العربات رمزًا للموت عند السكان الأصليين الذين كانوا يفرون للغابة بمجرد سماعها تقترب.
- التاكونودا هي أسطورة شعبية عن امرأة تركها خطيبها على المذبح ورحل. ومنذ ذلك الحين أصبح الناس مقتنعين أن شبحها يتجول في جميع أنحاء مدينة ليون نيكاراغوا بحثًا عن خطيبها أو غيره من الرجال العزب. أطلق عليها اسم التاكونودا لارتدائها الكعب العالي الكبير.